# هجمات شمال نيجيريا 2012
هجمات شمال نيجيريا 2012 وقعت سلسلة من الاعتداءات على الشركات في شمال شرق نيجيريا يومي 5 و6 يناير 2012، تلتها هجمات على مراكز الشرطة والمكاتب الحكومية في الشمال في 20 يناير. قتل أكثر من 180 شخصًا.

## خلفية
أصبحت جماعة بوكو حرام وهي جماعة مسلحة مقرها ولاية بورنو هدفها سن قانون الشريعة في جميع أنحاء نيجيريا، أكثر كفاءة في تنفيذ الهجمات منذ اشتباك عام 2009 مع قوات الأمن التي أدت إلى مقتل زعيمها محمد يوسف. ومنذ ذلك الحين أعلنت مسؤوليتها عن العديد من الهجمات على الحكومة النيجيرية وأهداف مدنية أو تم تحميلها المسؤولية عنها. ووقعت معظم الهجمات في شمال نيجيريا الذي تسكنه أغلبية مسلمة، على الرغم من ذكر اسم الجماعة في تفجيرات أخرى مثل الهجمات على مقر الأمم المتحدة ومبنى الشرطة الرئيسي في العاصمة أبوجا. ومنذ ذلك الحين انقسمت الجماعة نفسها مع بعض المتحالفين مع القاعدة في بلاد المغرب الإسلامي، وتوقع البعض شروط اتفاق مماثلة لاتفاق حركة تحرير دلتا النيجر في جنوب نيجيريا.
في 25 ديسمبر 2011 قصفت بوكو حرام أيضًا كنيسة في أبوجا وهاجمت أهدافًا مسيحية أخرى في شمال نيجيريا. وكانت جماعة بوكو حرام قد منحت جميع المسيحيين في السابق ثلاثة أيام لمغادرة ولاية يوبي وولاية بورنو في أعقاب تفجيرات عيد الميلاد. وكان رئيس نيجيريا جودلاك جوناثان قد أعلن حالة الطوارئ في عدة بلدات في تلك الولايات.

## الهجمات

### هجمات 5-6 يناير
اقتحم مسلحون بأسلحة آلية مبنى بلدية في مدينة موبي بولاية أداماوا حيث تجمع الناس حدادا على 3 مسيحيين أطلق عليهم النار مساء اليوم السابق. أكد مسؤول بالصليب الأحمر النيجيري مقتل 18 شخصًا على الأقل، كما أسفر كمين منفصل لمسيحيين تركوا قداسًا في الكنيسة في عاصمة الولاية يولا عن مقتل ثمانية أشخاص على الأقل. وكان معظم الضحايا من إثنية الإيغبو.
في وقت لاحق من اليوم أعلن متحدث باسم بوكو حرام يطلق على نفسه اسم أبو قاقة مسؤوليته عن هذين الحادثين وإطلاق النار خلال قداس في كنيسة في جومبي أسفر عن مقتل ستة أشخاص يوم الخميس. كما تم إطلاق النار على زوجين مسيحيين في مايدوجوري، التي تعتبر معقل الجماعة المسلحة. وقالت الشرطة في ولاية يوبي للصحافة في وقت لاحق إنها انخرطت في معارك شوارع مع أعضاء بوكو حرام. بدأ المئات من المسيحيين بالفرار من المدن الشمالية في أعقاب التفجيرات وحث مسؤولو الكنيسة الناس على عدم المشاركة في الهجمات الانتقامية.

### هجمات 20 يناير
في 20 يناير وبعد صلاة الجمعة دخلت مجموعة من المسلحين في زي الشرطة خمسة مبان للشرطة وأطلقت سراح جميع النزلاء. وشرعوا في قصف المباني، بالإضافة إلى مكتبين للهجرة والمكتب المحلي لجهاز أمن الدولة في كانو. وبعد ذلك تجولوا في أنحاء المدينة بالسيارات والدراجات النارية، وأطلقوا النار على المارة واشتبكوا مع الشرطة. وكان من بين القتلى المراسل التلفزيوني إينينشي أكوجو الذي أصيب برصاصة أثناء تغطيته لتداعيات الهجمات المسلحة.
أسقطت بوكو حرام رسائل مكتوبة بلغة الهوسا في موقع الهجمات، معلنة أنها تحتج على استمرار احتجاز أعضاء بوكو حرام. كما أنهم اتصلوا مباشرة بالصحافة لإعلان المسؤولية عن الهجمات. ورد المسؤولون في المدينة بفرض حظر تجول وبدء دوريات مسلحة في الشوارع الرئيسية، على الرغم من سماع دوي إطلاق نار متقطع في اليوم التالي.
أمرت حكومة ولاية كانو جميع المستشفيات في المنطقة بمعالجة الضحايا مجانًا. وندد رئيس الاتحاد الأفريقي جان بينغ بالهجمات وقال إن الاتحاد «يرفض الإرهاب بجميع أشكاله». وأدان الأمين العام للأمم المتحدة بان كي مون الهجمات أيضًا.
في 23 يناير أعلنت الحكومة ارتفاع عدد القتلى إلى 185 شخصًا، 150 منهم من المدنيين وما لا يقل عن 32 من ضباط الشرطة، بينهم 3 من أفراد الشرطة السرية. أعلنت قوات الأمن المحلية أنها عثرت على 10 سيارات مفخخة غير منفجرة وحوالي 300 قنبلة محلية الصنع صغيرة حول المدينة. وأدى أمير كانو أدو بايرو والحاكم رابيو كوانكواسو الصلاة على ضحايا الهجمات.
وفقًا لموقع لأحد المواقع الإخبارية، أشار متحدث باسم بوكو حرام إلى أن الهجمات نُفِّذت بسبب فشل حكومات الولايات في دفع أموال الحماية.